# Varvàrino
Varvàrino (en rus: Варварино) és un poble de l'óblast de Vladímir, a Rússia, segons el cens del 2010 tenia 22 habitants. Pertany al districte municipal de Iúriev-Polski.